# لويس لونش
لويس لونش (بالإنجليزية: Louis Lynch)‏ هو سياسي بريطاني (وحمل سابقاً جنسية المملكة المتحدة لبريطانيا العظمى وأيرلندا)، ولد في 1904، وتوفي في 1976. انتخب Member of the Senate of Northern Ireland ‏.